# Harry Saltzman
Harry Saltzman (Sherbrooke, 27 ottobre 1915 – Parigi, 28 settembre 1994) è stato un produttore cinematografico canadese, principalmente noto per aver prodotto, assieme a Albert R. Broccoli i primi 9 film della serie di film di James Bond.

## Biografia
Nel 1951 ha fondato la Woodfall assieme a Tony Richardson e John Osborne dalla cui commedia Ricorda con rabbia del 1956 fu tratto anche un film, I giovani arrabbiati. È stato membro della giuria al Festival di Cannes nel 1978. Aveva chiamato i suoi due cani uno James e l'altro Bond e in Dalla Russia con amore appare in un cameo.

## Filmografia parziale

### Produzioni di film di James Bond
1. Agente 007 - Licenza di uccidere (Dr. No, 1962)
2. Agente 007 - Dalla Russia con amore (From Russia with love, 1963)
3. Agente 007 - Missione Goldfinger (Goldfinger, 1964)
4. Agente 007 - Thunderball: Operazione tuono (Thunderball, 1965)
5. Agente 007 - Si vive solo due volte (You only live twice, 1967)
6. Agente 007 - Al servizio segreto di Sua Maestà (On Her Majesty's secret service, 1969)
7. Agente 007 - Una cascata di diamanti (Diamonds are forever, 1971)
8. Agente 007 - Vivi e lascia morire (Live and let die, 1973)
9. Agente 007 - L'uomo dalla pistola d'oro (The man with the golden gun, 1974)

### Altre principali produzioni
- I giovani arrabbiati (Look Back in Anger, 1958) - primo film prodotto dalla Woodfall
- La sottana di ferro (The Iron Petticoat, 1956) con Katharine Hepburn
- Ipcress (The Ipcress File, 1965) con Michael Caine
- Funerale a Berlino (Funeral in Berlin, 1966) con Michael Caine
- Il Cervello da un Miliardi di Dollari (Billion Bollar Brain, 1967) con Michael Caine
- I lunghi giorni delle aquile (The Battle of Britain, 1969) con Michael Caine
- Nijinsky (1980)